# Ceratopetalum succirubrum
Espèce
Synonymes
- Ceratopetalum tetrapterum Mattf.[1]

Statut de conservation UICN

 LC  : Préoccupation mineure
Ceratopetalum succirubrum est une espèce de plantes de la famille des Cunoniaceae.

## Publication originale
- Proceedings of the Royal Society of Queensland 47: 59. 1935[1936].